# 松岭子镇
松岭子镇，是中华人民共和国辽宁省朝阳市凌源市下辖的一个乡镇级行政单位。

## 行政区划
松岭子镇下辖以下地区：
松岭子村、碾房杖子村、尧阳杖子村、茶棚村、三皇庙村、金黄岭村、东道村、柏树沟村、岳杖子村、南洼村、东沟村和大厂子村。